# 正覚院 (練馬区)
正覚院（しょうかくいん）は、東京都練馬区にある真言宗豊山派の寺院。

## 概要
室町時代中期に開山された。太田道灌が江戸城を築城する際、外濠予定地に住んでいた農民に、立ち退きの代償として、天満宮（現豊玉氷川神社）の別当（管理人）に任命し、あわせて当院を創建したのが起源である。
明治初期の廃仏毀釈や火災で、寺宝や記録の多くを失った。明治10年代より、本堂が再建されるなど徐々に復興が進行した。派は異なるが、真言宗智山派の成田山新勝寺を参詣する「成田講」も当院で組織され、信仰面でも寺勢を回復した。1938年（昭和13年）には「八子地蔵尊」と呼ばれる地蔵菩薩像が造立された。

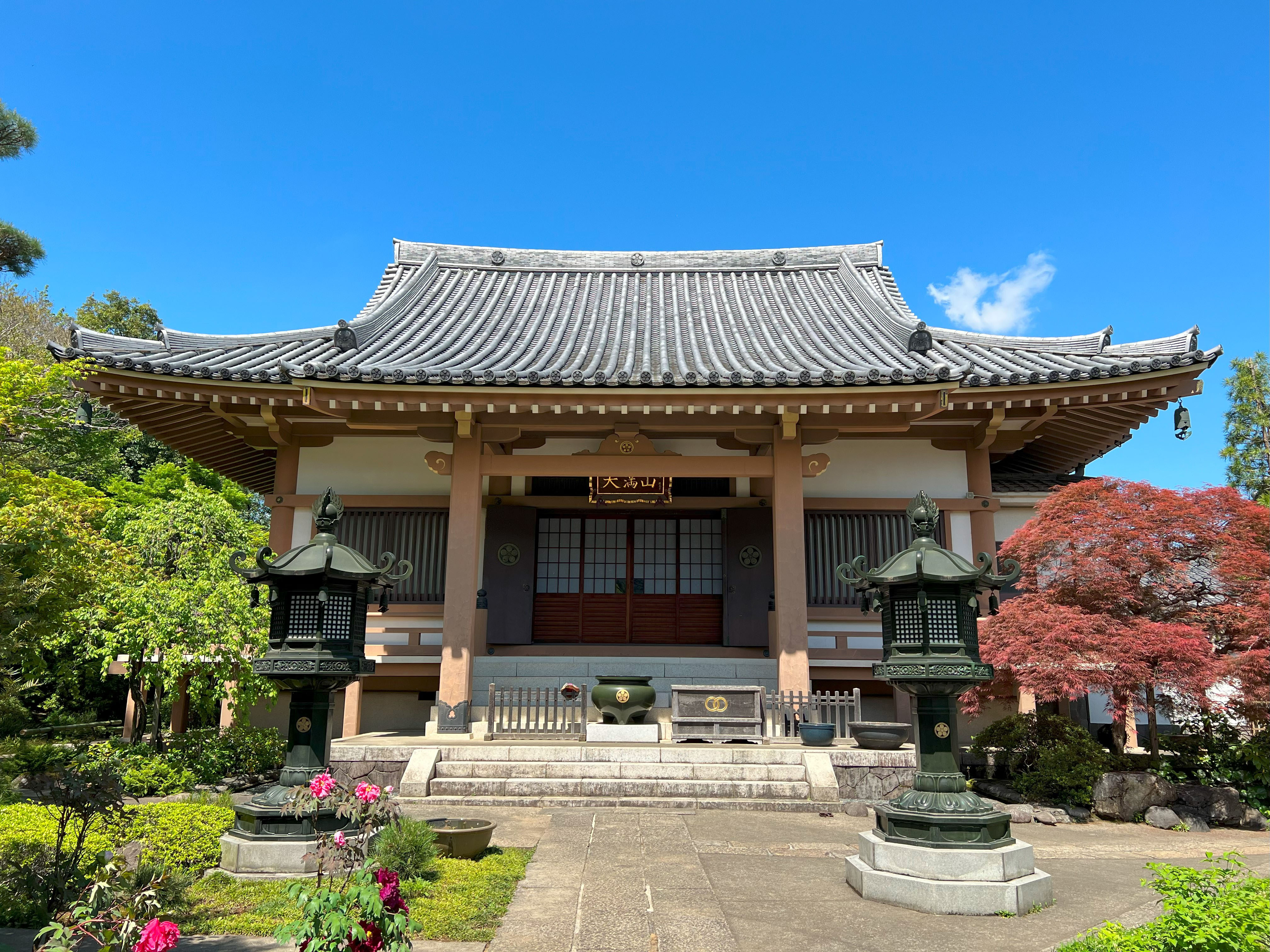
本堂

## 交通アクセス
- 練馬駅より徒歩15分。